# 兵庫県道715号竜泉那波線
兵庫県道715号竜泉那波線（ひょうごけんどう715ごう りゅうせんなばせん）は、兵庫県相生市を通る一般県道である。

## 概要
相生市竜泉町から相生市那波に至る。

### 路線データ
- 起点：相生市竜泉町（竜泉交差点、国道2号交点、兵庫県道44号相生宍粟線起点）
- 終点：相生市那波
- 総延長：1.575 km

## 路線状況

### 道路施設

#### 橋梁
- 竜泉橋（宇谷川、相生市）

## 地理

### 通過する自治体
- 相生市

### 交差する道路
| 交差する道路                   | 交差する場所 | 交差する場所      |
| ------------------------------ | ------------ | ----------------- |
| 国道2号 兵庫県道44号相生宍粟線 | 竜泉町       | 竜泉交差点 / 起点 |

### 交差する鉄道
- 山陽本線
- 山陽新幹線

### 沿線
- 相生市立青葉台小学校（終点）